# Magnus Erlingmark
Magnus Erlingmark (Jönköping, 1968. július 8. –) svéd válogatott labdarúgó.
A svéd válogatott tagjaként részt vett az 1994-es világ és az 1992-es Európa-bajnokságon.

## Sikerei, díjai
Malmö FF
- Svéd bajnok (4): 1993, 1994, 1995, 1996

Svédország
- Világbajnoki bronzérmes (1): 1994
- Európa-bajnoki harmadik helyezett (1): 1992